# Goyrans
Goyrans is een gemeente in het Franse departement Haute-Garonne (regio Occitanie). Goyrans telde op 1 januari 2022 847 inwoners. De plaats maakt deel uit van het arrondissement Toulouse.

## Geografie
Goyrans ligt op de rechteroever van de Ariège. De oppervlakte van Goyrans bedroeg op 1 januari 2022 5,75 vierkante kilometer; de bevolkingsdichtheid was toen 147,3 inwoners per km².

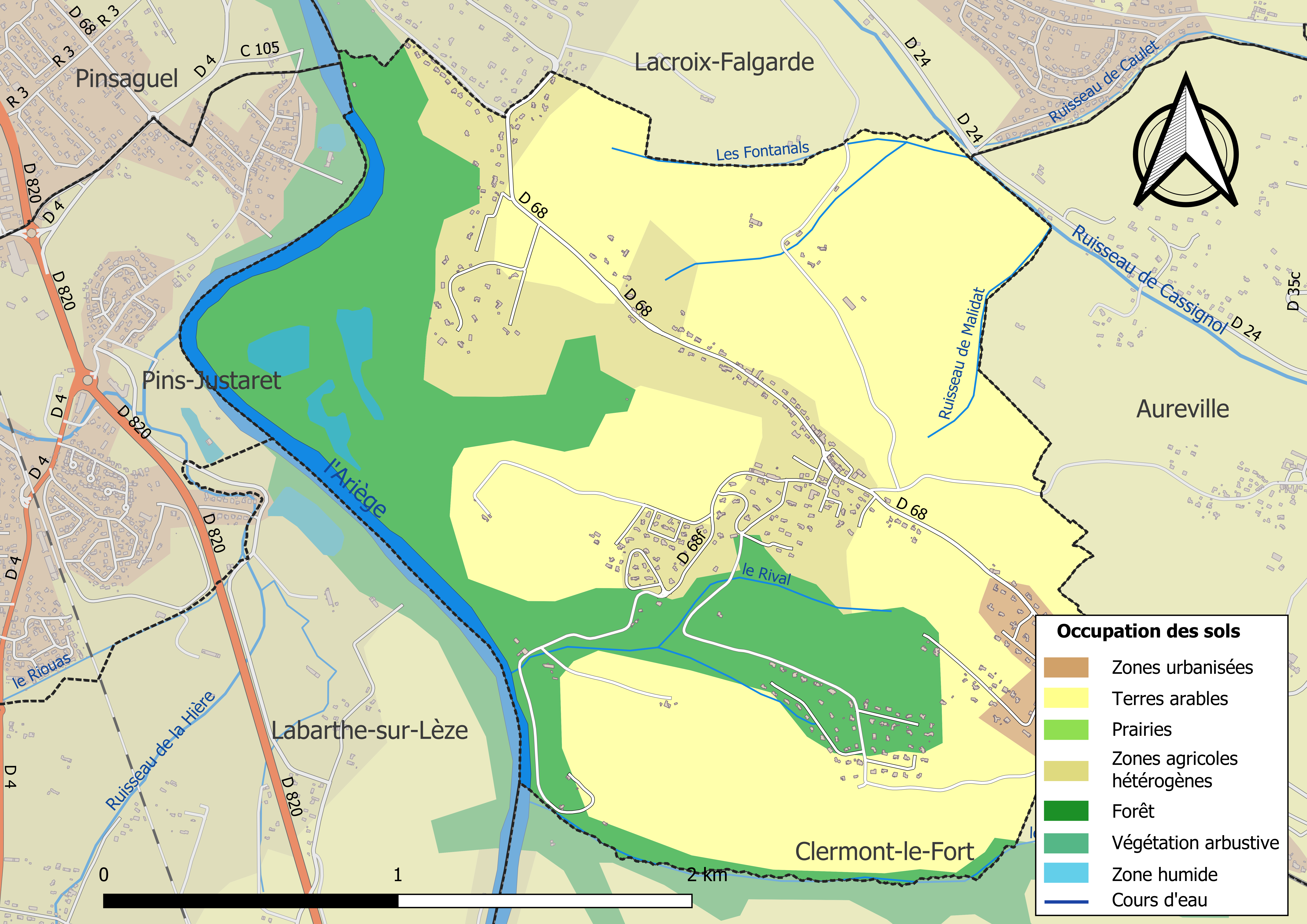
Kaart van de gemeente met belangrijkste infrastructuur, bodemgebruik en omliggende gemeenten

## Demografie
Onderstaande figuur toont het verloop van het inwonertal (bron: INSEE-tellingen).